# Campo di internamento di Manfredonia
Il campo di internamento di Manfredonia, in provincia di Foggia, fu allestito nei locali del Macello Comunale della città tra il giugno 1940 e il settembre 1943. Fa parte dei numerosi campi di internamento civile istituiti dal governo fascista al momento dell'entrata dell'Italia nella seconda guerra mondiale ed è uno dei quattro presenti in Puglia insieme a quelli di Gioia del Colle, di Alberobello e delle Tremiti. Per la sua vicinanza all'isola di San Domino, il campo svolse una peculiare funzione di transito per i prigionieri delle Tremiti.

## La storia
Il campo di internamento di Manfredonia fu aperto il 16 giugno 1940. La struttura del nuovo Macello comunale, all'imbocco della strada per Siponto, era appena stata completata e con alcune modifiche si mostrò adatta allo scopo, dietro corresponsione al Comune di un canone di affitto. Furono ricavate delle camere, attrezzati i bagni e le cucine, scavate le fognature ed eretta una recinzione.
Come per gli altri campi simili, la direzione era affidata a un Commissario di Pubblica Sicurezza (fino al 15 giugno 1943, Guido Celentano e poi Rosario Stabile), mentre la sorveglianza esterna era affidata ai Carabinieri. I posti letto erano circa 300.
Nonostante la presenza di oppositori politici comportasse per il campo regole particolarmente rigorose, le condizioni di vita rimasero accettabili. L'edificio era nuovo e in buone condizioni, la pulizia e la cucina erano autogestite. Gli internati avevano libertà di movimento all'interno dell'ampio complesso (di oltre 46.000 metri quadrati), potevano ricevere visite (di parenti ma anche del nunzio apostolico di Napoli, Borgongini Duca, il 20 maggio 1941), scrivere e ricevere lettere (sebbene sottoposte a censura). Ricevevano un piccolo sussidio in denaro ed ebbero anche occasioni di lavoro esterno. Un cappellano diceva messa la domenica e in occasione delle principali feste. Di notte le camere e le finestre erano chiuse con lucchetti.
Dal campo passarono in tutto 519 persone, senza che la struttura raggiungesse mai la capienza massima. Gli internati erano in maggioranza stranieri di lingua tedesca, slavi e antifascisti. Forte e ben organizzata fu la presenza comunista nel campo guidata da Mauro Venegoni e Giulio Mazzocchi, anche il socialista Sandro Pertini futuro Presidente della Repubblica Italiana vi soggiornò per un periodo prima di essere trasferito al confino delle Tremiti.
La presenza di ebrei nel campo riguardò un gruppo di 32 ebrei tedeschi arrivati il 1º luglio 1940, per la maggior parte trasferiti il 18 settembre dello stesso anno presso il campo di internamento di Tossicia (Teramo). Solo cinque di essi rimasero nel campo di Manfredonia fino al febbraio 1942, quando furono inviati al campo di internamento di Campagna (Salerno). A uno di essi fu concesso il permesso di emigrare nell'agosto 1941. Nessun ebreo risulta presente nel campo di Manfredonia nell'estate del 1943. I nove ex-internati ebrei del campo, che furono deportati e uccisi ad Auschwitz, furono tutti arrestati in altre località dell'Italia centro-settentrionale.
Alla data dell'Armistizio, l'8 settembre 1943, nel campo erano ancora presenti una ventina di ex prigionieri antifascisti jugoslavi che riuscirono a fuggire nei giorni successivi.

## I nomi degli ebrei nel campo di Manfredonia
Almeno 32 ebrei furono presenti a Manfredonia per essere trasferiti successivamente in altri campi. Questo è l'elenco completo: nove di essi risultano periti nei campi di sterminio:
1. Aussenberg Chaskel fu Kaim (ucciso ad Auschwitz il 23 maggio 1944)
2. Gluecksmann Eugen fu Antonio (deportato ad Auschwitz, deceduto in luogo ignoto dopo il 18 gennaio 1945)
3. Gluecksmann Ferdinand fu Filippo (deportato ad Auschwitz, deceduto in luogo ignoto dopo il 18 gennaio 1945)
4. Halperin Benjamin fu Giuseppe
5. Heinz Paul fu Leopold
6. Hutzler Ludwig fu Leopold
7. Josefsberg Jakob fu Zaibel
8. Kasum Petar fu Elia
9. Kaldegg Erwin fu Max (ucciso ad Auschwitz)
10. Kerbes Lemel fu Wilhelm (ucciso ad Auschwitz il 23 maggio 1944)
11. Kollmann Hans fu Siegfrid
12. Lawetzky Franz fu Adolf
13. Leer Oskar fu Franz
14. Mandel David fu Leiser
15. Mausner Jakob fu Leiser
16. Morgestern Hans di Mauritz
17. Moser Louis fu Heinrich
18. Nussbaum Ernest Ludwig di Josef (ucciso ad Auschwitz il 23 maggio 1944)
19. Oblath Kosef fu Francesco
20. Pressburger Alfred di Leopold (deportato ad Auschwitz, deceduto in luogo ignoto dopo il 14 aprile 1944)
21. Rector Arthur fu Simon (ucciso ad Auschwitz il 6 agosto 1944)
22. Roth Leon fu Wolf
23. Samek Arthur fu Adolf
24. Scharf Iakob fu Jonas
25. Schwarz Iulius fu Samuel
26. Schwarzwald Norbert fu Isacco
27. Sommerfeld Leo fu Max (deportato ad Auschwitz, deceduto in luogo ignoto in data ignota)
28. Tsch Oskar fu Albert
29. Winkler Ugo Israele fu Julius
30. Wollner Sieghard fu Max (emigrato nell'agosto 1941)
31. Zeilinger Leopold fu Gustav
32. Zilberstein Markta fu Habraham
33. <Kollmann Carl fu Sigfrid (?)>
34. <Lueksmann Ferdinand fu Filippo (?)>

## Il campo oggi
Dopo la guerra, l'edificio poté finalmente essere usato per lo scopo per il quale era stato originariamente progettato. Da qualche decennio l'edificio è dismesso e abbandonato, ma preserva ancora del tutto integra la sua struttura originaria.